# Mazda Shinari Concept
O Mazda Shinari Concept é um carro-conceito apresentado pela Mazda na edição de 2010 do Paris Motor Show.